# Printemps
Printemps (Wiosna) – jeden z paryskich domów handlowych.
Główny sklep Printemps znajduje się na bulwarze Haussmanna położonym w 9 dzielnicy Paryża.

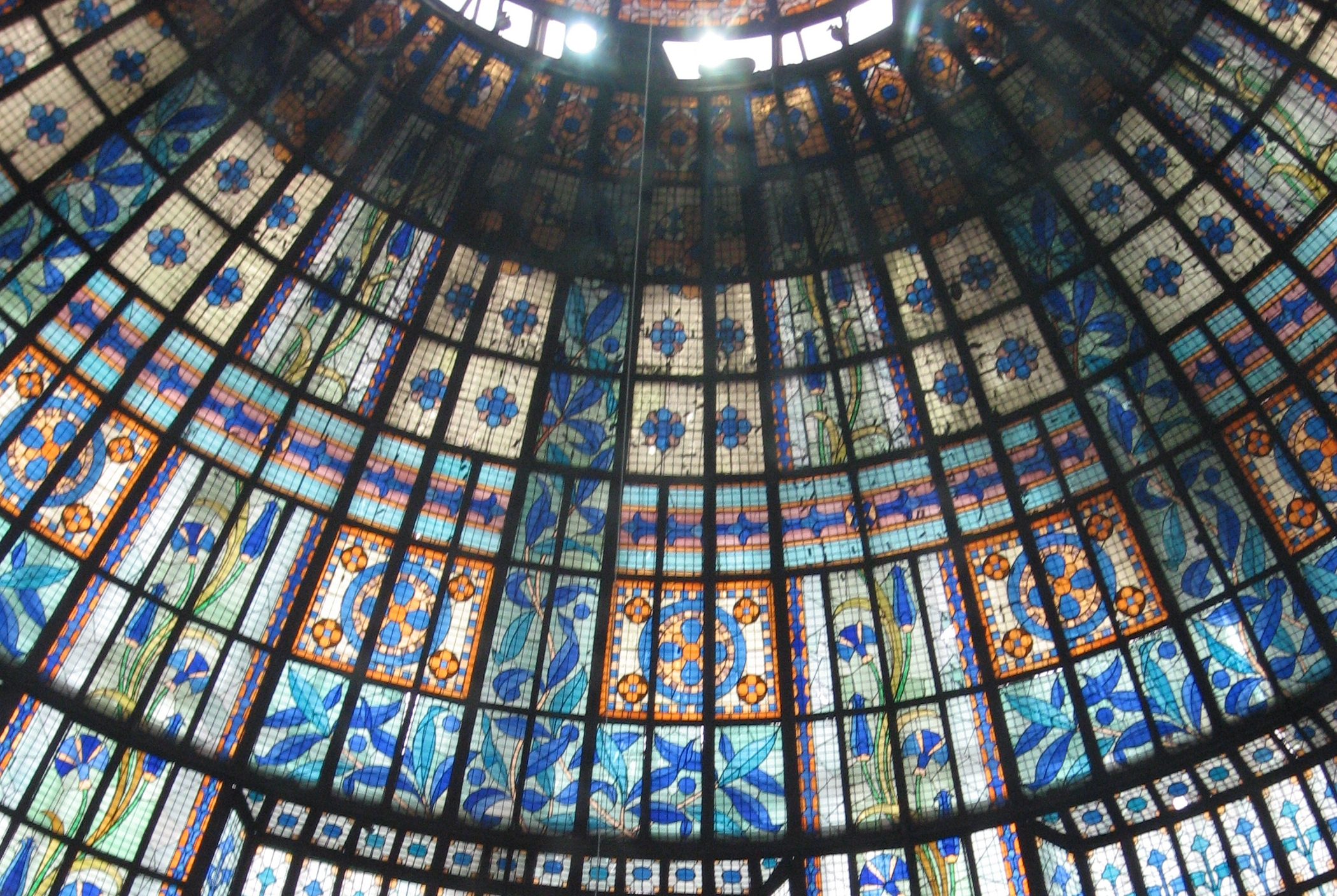
Kopuła na dachu Printemps

Sklepy Printemps są rozsiane po całej Francji, jednakże firma otwiera filie sklepów także poza granicami kraju, posiadając sklepy w Andorze, Tokio oraz w Dżuddzie. Sklep Printempsa Seulu otwarty w 1998 roku obecnie jest zamknięty.
Jedyny sklep Printemps na kontynencie amerykańskim został otwarty w 1987 roku w Detroit, lecz obecnie został zlikwidowany.
Printemps jest częścią francuskiego holdingu PPR wchodzącego w skład indeksu CAC 40.

## Historia
Printemps został utworzony w Paryżu w 1865 przez Jules'a Jaluzota. W roku 1900 w sytuacji kiedy jego interes w Printemps był bliski bankructwa, doszło do zmiany na stanowisku właściciela firmy. Jaluzota wówczas zastąpił Gustave Laguionie. Za czasów jego prezesury Printemps przeniósł się do nowego budynku na bulwarze Haussmanna zbudowanym w stylu secesyjnym. Najbardziej okazałą częścią budynku była ogromna kopuła pokryta licznym witrażami. W 1939 roku ze względu na zagrożenie nalotami bombowymi kopuła został zdjęta oraz schowana w Clichy na przedmieściach stolicy. W 1973 kopuła została odtworzona na dachu domu handlowego.